# Trachea dinawa
Trachea dinawa là một loài bướm đêm trong họ Noctuidae.